# Почвеничество
Почвеничеството е обществено движение в Русия от втората половина на XIX век.
Близки до славянофилството, почвениците се противопоставят на западничеството и се придържат към традиционалистки консерватизъм, отхвърляйки либерализма и социализма. Сред основните привърженици на почвеничеството са Аполон Григориев, Николай Страхов, Николай Данилевски, Константин Леонтиев, Фьодор Достоевски.